# اس‌ام یو-۹۷
اس‌ام یو-۹۷ (به انگلیسی: SM U-97) یک زیردریایی است که طول آن مجموعا ۷۰ متر و ۶۰ سانتی‌متر می‌باشد. این زیردریایی در سال ۱۹۱۷ ساخته شد.